# Logična uganka
Logična uganka je uganka, ki izhaja iz matematične dedukcije.
To vejo je razvil Charles Lutwidge Dodgson, ki je bolj poznan po psevdonimu Lewis Carroll. Napisal je delo Alica v čudežni deželi (Alice's Adventures in Wonderland). V svojem delu The Game of Symbolic Logic je predstavil problem:
- Nekatere igre so zabavne
- Vsaka uganka je igra

Ali so vse uganke zabavne? Ni nujno.
V drugi polovici 20. stoletja je Raymond Smullyan nadaljeval njegovo delo in populariziral »viteze in oprode«, kjer vitezi vedno govorijo resnico, oprode pa lažejo.
Oseba A: Jaz nisem vitez!
Za osebo A ne moremo sklepati, kaj je (vitez ali oproda), kajti če bi A bil vitez, bi lagal, kar je nemogoče, obratno pa bi kot oproda govoril resnico, kar pa je spet nemogoče.
Napisal je mnogo del: Dekle ali Tiger?, Alica v deželi ugank, itd.
... Povejmo naprej: najverjetnejši osumljenec je bila vojvodinjina kuharica. A na obravnavi je izrekla samo eno: »Jaz vem, kdo je ukradel poper!«
Je kuharica kriva ali nedolžna, če domnevamo, da ljudje, ki kradejo poper, vedno lažejo?
— Raymond Smullyan, v knjigi Alica v deželi uganka
Podoben žanr logičnih ugank 20. stoletja je Einsteinova uganka, kjer je vnaprej podan scenarij, v katerem so namigi (npr. ne Lisko in ne Šeka nista nemška ovčarja) in se rešitve vpisujejo v matriko in sklepa rešitev.
Obstajajo tudi nebesedne oblike ugank, kot je popularna igra Sudoku, Unisol, itd.